# Planta perene

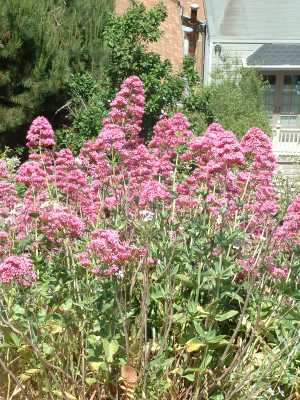
Valeriana, uma planta perene.

Plantas perenes (do latim per, "por", annus, "anos") é a designação botânica dada às espécies vegetais cujo ciclo de vida é longo, permitindo-lhe viver por mais de dois anos, ou seja, mais de dois ciclos sazonais. Folhas podem ser caducas, persistentes ou marcescentes. Exemplos: sobreiro, azinheira, hibisco, ou papoula.

## Grupos
Elas subdividem-se em dois grupos:
- Herbáceas perenes - não têm tecido lenhoso na sua constituição. Exemplo: aspargo, ruibarbo, flor-de-lis.

- Lenhosas perenes - são caracterizadas por possuírem estruturas lenhosas e incluírem plantas sarmentosas. Exemplos: laranjeira, arbustos como o rododendro, azáleas, e árvores como o pinheiro, eucalipto, carvalho, macieira, pereira, cerejeira, diospireiro.